# Royal Lakes
Royal Lakes – wieś w Stanach Zjednoczonych, w stanie Illinois, w hrabstwie Macoupin.